# 星际控制II
《星际控制II》（又译作）是一款由Toys for Bob制作的科幻冒险游戏。游戏于1992年在DOS、3DO等平台发行。该作为1990年《星际控制》的续作。
本游戏的主要特点是具有丰富的星球系统、超空间旅行、地外生命和星际外交，在游戏中，可以与25个不同的外星种族进行交流。
本游戏加入了多个种族和舰船类型。
游戏收到多个游戏杂志的奖项。《龙》杂志的评论者于1993年回顾了本游戏。将其列为5颗星。